# Nina Lührßen
Nina Lührßen (* 21. November 1999 in Bremen) ist eine deutsche Fußballspielerin, die bei Eintracht Frankfurt unter Vertrag steht.

## Karriere

### Vereine
Lührßen begann beim TS Woltmershausen mit dem Fußballspielen und wechselte im Jahr 2012 in die Jugendabteilung des SV Werder Bremen. 2015 wurde sie mit den B-Juniorinnen des SV Werder deutsche Vize-Meisterin, nachdem sie dem 1. FFC Turbine Potsdam im Finale unterlagen. Von 2015 bis 2016 kam sie außerdem zu sieben Einsätzen für die Juniorinnen-Landesauswahl des Bremer Fußball-Verbands.
Ihr Debüt im Erwachsenenbereich gab sie am 28. August 2016 beim 4:1-Sieg im Zweitliga-Heimspiel gegen Arminia Bielefeld. Am Ende der Saison 2016/17 stieg sie mit Werder in die Bundesliga auf. In der Saison 2017/18 kam sie am 1. Spieltag schließlich zu ihrem Bundesliga-Debüt im Heimspiel gegen den SC Sand. In dieser Saison gelang mit den Bremerinnen der Klassenerhalt, doch musste sie im Folgejahr den Abstieg hinnehmen. Ab Juni 2018 fiel sie zudem für ein Dreivierteljahr aus, weil sie sich einen Kreuzbandriss zugezogen hatte. 2020 wurde sie mit Werder Bremen abermals Zweitligameisterin und spielt seither wieder in der Bundesliga, wo sie sich zur Stammspielerin entwickelte.
Für ihr Tor gegen den SC Freiburg, das sie am 26. November 2022 vor der Rekordkulisse von 20.417 Zuschauern im heimischen Weserstadion erzielte, wurde sie für das Tor des Monats November nominiert. Sie beschrieb dies später als einen Gänsehautmoment. Mit rund 19 Prozent der abgegebenen Stimmen erreichte sie in der Sportschau-Abstimmung den 2. Platz hinter Lukas Podolski. In der Abstimmung einer Lokalzeitung wurde das Tor zum zehntbesten Treffer des SV Werder im Jahr 2022 gewählt. Das Portal 90min.de bezeichnete Lührßen im Januar 2023 als eine der besten Linksverteidigerinnen der Bundesliga-Saison 2022/23.
Im Mai 2024 wurde Lührßens Wechsel zu Eintracht Frankfurt zur Saison 2024/25 bekannt. Im ersten Jahr absolvierte sie 20 Ligaspiele und erreichte mit der Eintracht den 3. Platz.

### Nationalmannschaft
Die Mittelfeldspielerin gab am 10. November 2014 beim 3:1-Sieg im Test-Länderspiel gegen die Auswahl Englands ihr Debüt für die U16-Nationalmannschaft. Danach durchlief sie bis 2018 die Nachwuchsnationalmannschaften nachfolgender Altersklassen des DFB. Nach der Reaktivierung der U23-Nationalmannschaft im Spieljahr 2024 kam sie am 28. Oktober in Florenz beim 2:2-Unentschieden gegen die U23-Nationalmannschaft Italiens im zweiten Spiel im Rahmen der Europäischen Spielrunde zum Einsatz.

## Erfolge
- Zweimaliger Aufstieg in die Bundesliga als
  - Meister 2. Bundesliga Nord 2017, Meister 2. Bundesliga 2020
- Finalist Deutsche B-Juniorinnenmeisterschaft 2015

## Sonstiges
Selbst bezeichnet sich Lührßen auch als Fan des SV Werder Bremen.
Zeitweise lebte sie mit ihrer Spielerkollegin Anneke Borbe in einer Wohngemeinschaft.
2021 gab sie an, ein Fernstudium zu absolvieren.